# 主教團
在天主教會，主教團（拉丁語：Episcoporum Conferentia，直譯為主教會議）是特定地區的主教內所組成的議事機構，通常作為這些個別教會或地方教會的自治機構。非常態性的主教會議存在已久，但主教團作為一種機構類型是從梵蒂岡第二屆大公會議頒布了《主教在教會內牧靈職務》法令之後開始的，並在教宗保祿六世於1966年簽署《聖教會》（Ecclesiae sanctae）自動詔書後實施。目前主教團的運作、權力和責任，都規範在1983年版《天主教法典》內（第447—459條）。
主教團的涵蓋範圍通常是依照地理邊界來定義，大多以國家為單位，有時也會由數個國家組成一個主教團。特定的工作和權力會被下放給主教團，特別是關於彌撒的禮儀規範。主教團在普遍規律或特定任務的授權下獲得權力。依照教會法定義，在某些情況下，主教團的決定需受到聖座的批准。各個主教不需放棄他們在主教團內的權力，而繼續負責治理各自的教區。

## 列表
本列表依照2010年《宗座年鑑》之記載。

### 亞洲
- 阿拉伯地區拉丁禮主教團（成員以西亞國家為主）[1]
- 孟加拉天主教主教團
- 台灣地區主教團（聖座承認的中國主教團；中華人民共和國政府扶持的中國天主教主教團不受聖座認可）
- 印度天主教主教團
- 印度洋地區主教團（成員包括模里西斯、塞席爾和留尼旺）
- 印度尼西亞主教團
- 日本天主教主教團（日语：カトリック中央協議会）（在日本政府的法人登記名稱為「天主教中央協議會」）
- 哈薩克天主教主教團
- 韓國天主教主教團（朝鲜语：한국 천주교 주교회의）（在韓國政府的法人登記名稱為「韓國天主教中央協議會」）
- 寮國及柬埔寨主教團
- 馬來西亞、新加坡及汶萊主教團
- 緬甸天主教主教團
- 巴基斯坦天主教主教團
- 菲律賓天主教主教團
- 泰國天主教主教團
- 斯里蘭卡天主教主教團
- 越南主教團

### 歐洲
- 阿爾巴尼亞主教團
- 奧地利主教團
- 白俄羅斯天主教主教團
- 比利時主教團
- 波士尼亞與赫塞哥維納主教團
- 保加利亞主教團
- 克羅埃西亞主教團
- 捷克主教團
- 英格蘭與威爾斯天主教主教團
- 法國主教團
- 德國主教團
- 希臘主教團
- 匈牙利天主教主教團
- 愛爾蘭天主教主教團
- 義大利主教團
- 拉脫維亞主教團
- 立陶宛主教團
- 馬爾他主教團
- 荷蘭主教團
- 波蘭主教團
- 葡萄牙主教團
- 羅馬尼亞主教團
- 俄羅斯聯邦天主教主教團
- 聖西里爾與美多德國際主教團（成員包括塞爾維亞、蒙特內哥羅、科索沃和馬其頓）
- 斯堪地納維亞主教團（成員包括北歐五國）
- 蘇格蘭主教團
- 斯洛伐克主教團
- 斯洛維尼亞主教團
- 西班牙主教團
- 瑞士主教團
- 土耳其主教團
- 烏克蘭主教團
- 南斯拉夫主教團（已解散）

### 非洲
- 安哥拉及聖多美主教團
- 貝南主教團
- 布吉納法索及尼日主教團
- 蒲隆地天主教主教團
- 喀麥隆國家主教團
- 中非共和國主教團
- 查德主教團
- 剛果主教團
- 剛果民主共和國主教團
- 科特迪瓦主教團
- 衣索比亞及厄利垂亞天主教主教團
- 加彭主教團
- 甘比亞及獅子山天主教共同主教團
- 迦納主教團
- 幾內亞主教團
- 赤道幾內亞主教團
- 肯亞主教團
- 賴索托天主教主教團
- 賴比瑞亞天主教主教團
- 馬達加斯加主教團
- 馬拉威主教團
- 馬利主教團
- 莫三比克天主教主教團
- 納米比亞天主教主教團
- 奈及利亞天主教主教團
- 北非地區主教團（成員包括突尼西亞、阿爾及利亞、摩洛哥、利比亞和西撒哈拉）
- 盧安達天主教主教團
- 塞內加爾、茅利塔尼亞、維德角及幾內亞比索主教團
- 南非洲天主教主教團（成員包括南非、波札那和史瓦濟蘭）
- 蘇丹天主教主教團
- 坦尚尼亞主教團
- 多哥主教團
- 烏干達主教團
- 尚比亞主教團
- 辛巴威天主教主教團

### 北美洲
- 加拿大天主教主教團（英语：Canadian Conference of Catholic Bishops）
- 美國天主教主教團（英语：United States Conference of Catholic Bishops）

### 中美洲
- 安地列斯主教團（成員包括安地列斯群島、中美洲、南美洲北部的國家及屬地）
- 哥斯大黎加主教團
- 古巴天主教主教團
- 多明尼加主教團
- 薩爾瓦多主教團
- 瓜地馬拉主教團
- 海地主教團
- 宏都拉斯主教團
- 墨西哥主教團
- 尼加拉瓜主教團
- 巴拿馬主教團
- 波多黎各主教團

### 南美洲
- 阿根廷主教團
- 玻利維亞主教團
- 巴西國家主教團
- 智利主教團
- 哥倫比亞主教團
- 厄瓜多主教團
- 巴拉圭主教團
- 秘魯主教團
- 烏拉圭主教團
- 委內瑞拉主教團

### 大洋洲
- 澳大利亞天主教主教團
- 紐西蘭天主教主教團
- 太平洋地區主教團（成員包括太平洋西側與南側的國家及屬地）[2]
- 巴布亞紐幾內亞及所羅門群島天主教主教團

### 引用
1. ↑  .   [2012-06-01]. （原始内容存档于2022-05-12）.
2. ↑  .   [2012-06-01]. （原始内容存档于2022-03-20）.

## 外部連結
- List of all episcopal conferences （页面存档备份，存于） by Giga-Catholic Information
- The Hierarchy of the Catholic Church（页面存档备份，存于） by David M. Cheney